# Датская монополия на торговлю в Исландии
Датская монополия на торговлю в Исландии (также известная как Датско-Исландская торговая монополия) — монополия на торговлю, которой владели датские купцы в Исландии в XVII и XVIII веках. Исландия в этот период была территорией, контролируемой датской короной. Истоки монополии были основаны на меркантилистской политике Дании. Её целью была поддержка датских купцов и датская торговля против Ганзейского союза, а также увеличение власти короля Дании в Исландии.
Монополия была введена в действие рядом законов, принятых в 1602 году, и продолжалась до 1786 года. Торговля происходила в 20 (позже 25) назначенных торговых постах по фиксированной ставке цен, определяемой королём. Торговцы делили между собой торговые посты в обмен на фиксированную ренту. Острова Вестманнаэйяр были арендованы по более высокой цене. До 1777 года датским купцам запрещалось участвовать в экономической деятельности в стране, кроме торговли.
С 1602 по 1619 год торговая монополия была связана с датскими городами Копенгаген, Мальмё (сейчас в Швеции) и Хельсингёр. С 1620 года торговля ограничивалась исключительно Копенгагеном.